# Fonologia della lingua veneta
Questa voce tratta della fonologia della lingua veneta, vale a dire l'attuale fonologia e fonetica come pure i suoi sviluppi storici. Non esiste una koinè veneta, né, tantomeno, una pronuncia ufficiale. Esistono tuttavia pronunce più frequenti, comuni a tutte o quasi le varianti, oppure semplicemente con una distribuzione territoriale maggiore di altre. Il veneto ha molti allofoni, perciò è importante distinguere i fonemi (scritti fra le barre oblique) e i corrispondenti allofoni (scritti fra parentesi quadre).

## Consonanti
Alcune fonemi, come le esplosive /k/, /g/, /p/, /b/ hanno uguale pronuncia in tutte le varianti, altre presentano un gran numero di allofoni.

### Fluttuazioni [t͡s],[t̪],[θ],[s] e [d͡z],[d̪],[ð],[z]
Uno dei fenomeni consonantici più caratteristici è rappresentato dalle fluttuanza di /s/ [t͡s, t̪, θ], scritta nella grafia classica con c (+ e, i), z o zz, e dalla fluttuanza di /z/ [d͡z, d̪, ð] scritta con z.
La grafia classica, in particolare quella normalizzata da Giuseppe Boerio, è flessibile nelle pronunce, e permette di pronunciare un certo grafema in base alla variante. Grafie successive attribuiscono, in genere, ad ogni allofono un diverso carattere.
L’affricata alveolare sorda /t͡s/ e quella sonora /d͡z/ erano presenti nel dialetto veneziano fino all’Ottocento e, per l’ingerenza storica della Serenissima anche in molte altre varianti della lingua. Si risolsero poi nelle fricative alveolari /s/ e /z/, che sono ad oggi le forme più diffuse.
|                 | /s/ /’seŋto/ | [ts] /’t͡seŋto/ | [t̪] /’t̪eŋto/ | [θ] /’θeŋto/          | traduzione |
| --------------- | ------------ | -------------- | ------------ | --------------------- | ---------- |
| grafia classica | cento        | cento          | cento        | cento                 | cento      |
| grafia unitaria | sento        | tsento, zento  | -            | ẑento, thento, zhento | cento      |
| DECA            | sento        | tsento         | tento        | thento                | cento      |
| Brunelli        | çento        | çento          | çento        | çento                 | cento      |

|                 | /z/ /’zeŋte/ | [d͡z] /’d͡zeŋte/ | [d̪] /’d̪eŋte/ | [ð] /’ðeŋte/         | traduzione |
| --------------- | ------------ | -------------- | ------------ | -------------------- | ---------- |
| grafia classica | zente        | zente          | zente        | zente                | gente      |
| grafia unitaria | xente, ṡente | dxente, żente  | -            | ðente, dhente, đente | gente      |
| DECA            | zente        | dzente         | dente        | dhente               | gente      |
| Brunelli        | zente        | zente          | zente        | zente                | gente      |

Le fricative dentali [θ, ð] e le occlusive dentali [t̪, d̪] si sono conservate nelle parlate feltrino-bellunesi e in varianti rustiche del veneto centrale. Come detto, per l'influenza veneziana /s/ e /z/ sono le pronunce più diffuse non solo nel veneto lagunare ma anche nei centri di Padova, Treviso, Verona e nelle rispettive aree circostanti. Le affricative alveolari /t͡s/ e /d͡z/, permangono, oltre che in alcune varianti rustiche, nel triestino e nel rovigotto.

### L evanescente
Tipica delle parlate venete è la elle evanescente. Questo fenomeno, presente nella maggior parte delle varianti, comporta un parziale o totale assorbimento del fonema /l/ da parte delle vocali prima o dopo di esso. Se la l è preceduta o seguita da consonante, il suono non è mai evanescente e si pronuncia /l/, salvo alcune rare varianti in cui si pronuncia [r]. Quindi saltar (saltare) si pronuncerà perlopiù /sal’ta:r/, ma in alcune parlate, per il fenomeno del rotacismo, si pronuncerà [sar’ta:r]. Quando l si trova tra due vocali e non è né seguita né preceduta da e od i, la pronuncia di l tende ad una e approssimata [e̯] o [ɰ]. Se, invece, una o entrambe le vocali sono e od i, la pronuncia scompare del tutto. Dunque tola (tavolo) si pronuncerà /tɔe̯a/, mentre caligo (nebbia) si pronuncerà /ka’igo/. Se la l è a inizio parola, nelle parlate in cui il fenomeno esiste, la pronuncia è evanescente, ma la regola non è così stringente. Talvolta viene ugualmente pronunciata, talvolta no. Più raramente la si pronuncia come un’approssimante palatale sonora [j]. Dunque luse (luce) si pronuncerà [‘lu:ze], [‘e̯u:ze] o anche [‘ju:ze].
I dialetti che sono esclusi dal fenomeno, in particolare il bellunese, conservano il fonema /l/ in tutte le posizioni. Il dialetto chioggiotto, invece, presenta /ʎ/ come allofono, quando l è tra due vocali o a inizio di parola.

### D interdentale
Esclusivo di alcune varianti del dialetto veneto settentrionale e di qualche parlata rustica del veneto centrale, è il passaggio dall'occusiva /d/ alla fricativa /ð/ in posizione intervocalica. Quindi, rispetto al veneziano /fɽa'dɛ:o/ e /'fɽe:do/ (fratello, freddo), si ha nel bellunese /fra'ðɛl/ e /'freðo/.

### F aspirata
Alcune varianti rustiche del feltrino hanno una pronuncia di f più aspirata rispetto a /f/ del resto del veneto, una fricativa bilabiale sorda [ɸ]. Quindi si hanno pronunce come ['ɸemana] e ['ɸeltre] (femmina, Feltre).